# Patinação de velocidade em pista curta na Universíada de Inverno de 2009
As competições de patinação de velocidade em pista curta na Universíada de Inverno de 2009 foram disputadas no ginásio de patinação da Universidade de Ciência e Tecnologia em Harbin, China entre 19 e 23 de fevereiro de 2009.

## Calendário
| Patinação de velocidade em pista curta | Fevereiro | Fevereiro | Fevereiro | Fevereiro | Fevereiro | Fevereiro | Fevereiro | Fevereiro | Fevereiro | Fevereiro | Fevereiro | Fevereiro |
| Patinação de velocidade em pista curta | 17        | 18        | 19        | 20        | 21        | 22        | 23        | 24        | 25        | 26        | 27        | 28        |
| -------------------------------------- | --------- | --------- | --------- | --------- | --------- | --------- | --------- | --------- | --------- | --------- | --------- | --------- |
| Individual 500m - masculino            |           |           |           | 1         |           |           |           |           |           |           |           |           |
| Individual 500m - feminino             |           |           |           | 1         |           |           |           |           |           |           |           |           |
| Individual 1.000m - masculino          |           |           |           |           |           |           | 1         |           |           |           |           |           |
| Individual 1.000m - feminino           |           |           |           |           |           |           | 1         |           |           |           |           |           |
| Individual 1.500m - masculino          |           |           | 1         |           |           |           |           |           |           |           |           |           |
| Individual 1.500m - feminino           |           |           | 1         |           |           |           |           |           |           |           |           |           |
| Individual 3.000m - masculino          |           |           |           |           |           | 1         |           |           |           |           |           |           |
| Individual 3.000m - feminino           |           |           |           |           |           | 1         |           |           |           |           |           |           |
| Equipe 5.000m - masculino              |           |           |           |           |           |           | 1         |           |           |           |           |           |
| Equipe 3.000m - feminino               |           |           |           |           |           |           | 1         |           |           |           |           |           |

|  | Treino não oficial |  | Treino oficial |  | Dia de competição |  | Dia de final |

## Medalhistas
Esses foram os resultados dos medalhistas:
| Evento                        | Ouro               | Ouro     | Prata             | Prata    | Bronze          | Bronze   |
| ----------------------------- | ------------------ | -------- | ----------------- | -------- | --------------- | -------- |
| Individual 1.500m - masculino | KOR Seung Hoon Lee | 2m18s016 | KOR Seoung Il Kim | 2m18s203 | KOR Tae Sik Yun | 2m18s511 |
| Individual 1.500m - feminino  | CHN Zhou Yang      | 2m31s658 | CHN Liu Qiuhong   | 2m31s821 | CHN Sun Linlin  | 2m32s201 |

## Quadro de medalhas
| Ordem | País              | Medalha de ouro | Medalha de prata | Medalha de bronze |   |
| ----- | ----------------- | --------------- | ---------------- | ----------------- | - |
| 1     | KOR Coreia do Sul | 1               | 1                | 1                 | 3 |
|       | CHN China         | 1               | 1                | 1                 | 3 |
| TOTAL | TOTAL             | 2               | 2                | 2                 | 6 |

## Masculino

### Individual 1.500m
Na fase eliminatória, classificaram-se os dois primeiros atletas de cada eliminatória e os dois melhores terceiros lugares de todas as eliminatórias. Na fase semifinal, classificaram-se os dois primeiros atletas de cada semifinal. Esses são os resultados:
| Posição | Atleta                   | Fase eliminatória | Fase eliminatória | Fase eliminatória | Fase semifinal | Fase semifinal | Fase semifinal | Final    |
| Posição | Atleta                   | Eliminatória      | Resultado         | Posição           | Semifinal      | Resultado      | Posição        | Final    |
| ------- | ------------------------ | ----------------- | ----------------- | ----------------- | -------------- | -------------- | -------------- | -------- |
|         | KOR Seung Hoon Lee       | 7                 | 2m24s115          | 1                 | 1              | 2m18s299       | 1              | 2m18s016 |
|         | KOR Seoung Il Kim        | 8                 | 2m25s630          | 1                 | 3              | 2m18s921       | 1              | 2m18s203 |
|         | KOR Tae Sik Yun          | 2                 | 2m19s458          | 1                 | 1              | 2m18s412       | 2              | 2m18s511 |
| 4       | CHN Gao Ming             | 3                 | 2m23s751          | 1                 | 2              | 2m23s987       | 2              | 2m19s207 |
| 5       | KOR Won Hoon Jang        | 4                 | 2m20s546          | 1                 | 2              | 2m23s926       | 1              | 2m19s927 |
| 6       | CAN Tyler Derraugh       | 3                 | 2m23s821          | 2                 | 2              | 2m24s093       | 3              | 2m20s667 |
| 7       | CAN Guillaume Bastille   | 6                 | 2m22s902          | 1                 | 3              | 2m19s084       | 2              | 2m22s360 |
| 8       | JPN Daisuke Uemura       | 7                 | 2m24s491          | 2                 | 1              | 2m18s971       | 3              |          |
| 9       | CHN Zhang Shiqiang       | 4                 | 2m20s856          | 2                 | 3              | 2m19s258       | 3              |          |
| 10      | JPN Yuma Sakurai         | 1                 | 2m21s542          | 1                 | 3              | 2m19s340       | 4              |          |
| 11      | CHN Chen Xin             | 5                 | 2m25s867          | 1                 | 1              | 2m19s435       | 4              |          |
| 12      | JPN Junji Ito            | 5                 | 2m26s096          | 2                 | 2              | 2m24s865       | 4              |          |
| 13      | CAN Liam McFarlane       | 8                 | 2m28s145          | 2                 | 1              | 2m22s403       | 5              |          |
| 14      | UKR Dmytro Poltavets     | 2                 | 2m22s992          | 3                 | 3              | 2m21s011       | 5              |          |
| 15      | JPN Shotaro Tanaka       | 6                 | 2m30s428          | 3                 | 2              | 2m24s980       | 5              |          |
| 16      | CZE Ondrej Suchy         | 6                 | 2m26s027          | 2                 | 3              | 2m21s109       | 6              |          |
| 17      | RUS Evgeny Kozulin       | 1                 | 2m23s687          | 2                 | 1              | 2m24s195       | 6              |          |
| 18      | SVK Milos Vigas          | 4                 | 2m22s053          | 3                 | 2              | 2m26s078       | 6              |          |
| 19      | UKR Ievgen Gutenov       | 1                 | 2m25s584          | 3                 | 1              | 2m27s662       | 7              |          |
| 20      | CHN Wang Hongyang        | 2                 | 2m19s787          | 2                 | 2              | DSQ            |                |          |
| 21      | GBR Jack Whelbourne      | 3                 | 2m23s913          | 3                 |                |                |                |          |
| 22      | RUS Semen Elistratov     | 7                 | 2m24s733          | 3                 |                |                |                |          |
| 23      | RUS Sergey Prankevich    | 5                 | 2m26s156          | 3                 |                |                |                |          |
| 24      | GBR Ian Upcott           | 8                 | 2m29s599          | 3                 |                |                |                |          |
| 25      | POL Jakub Jaworski       | 4                 | 2m22s878          | 4                 |                |                |                |          |
| 26      | GBR Paul Worth           | 2                 | 2m24s443          | 4                 |                |                |                |          |
| 27      | CAN Richard Shoebridge   | 7                 | 2m25s085          | 4                 |                |                |                |          |
| 28      | KAZ Ilya Korobeinikov    | 1                 | 2m26s097          | 4                 |                |                |                |          |
| 29      | UKR Serhiy Lifyrenko     | 3                 | 2m27s803          | 4                 |                |                |                |          |
| 30      | TPE Ping-Yuan Tsai       | 5                 | 2m28s748          | 4                 |                |                |                |          |
| 31      | TPE Shun-Fan Yang        | 8                 | 2m36s842          | 4                 |                |                |                |          |
| 32      | BLR Sherakouuladzislau   | 6                 | 2m38s738          | 4                 |                |                |                |          |
| 33      | UKR Oleksiy Koshelenko   | 4                 | 2m23s854          | 5                 |                |                |                |          |
| 34      | POL Dariusz Kulesza      | 7                 | 2m26s506          | 5                 |                |                |                |          |
| 35      | BLR Yakushkousiarhei     | 2                 | 2m27s282          | 5                 |                |                |                |          |
| 36      | GBR Gerald Williams      | 5                 | 2m29s427          | 5                 |                |                |                |          |
| 37      | KAZ Eldar Kinikeyev      | 3                 | 2m31s955          | 5                 |                |                |                |          |
| 38      | CRO Ivan Dolinic         | 4                 | 2m30s469          | 6                 |                |                |                |          |
| 39      | POL Lukasz Fabianski     | 2                 | 2m37s277          | 6                 |                |                |                |          |
| 40      | BRA Fellpe Souza         | 5                 | 3m06s957          | 6                 |                |                |                |          |
|         | MGL Ganbat Munkh-Amidral | 8                 | DNS               |                   |                |                |                |          |
|         | POL Rafal Piorecki       | 1                 | DSQ               |                   |                |                |                |          |
|         | RUS Vyacheslav Kurginyan | 6                 | DSQ               |                   |                |                |                |          |

## Feminino

### Individual 1.500m
Na fase eliminatória, classificaram-se os três primeiros atletas de cada eliminatória. Na fase semifinal, classificaram-se os dois primeiros atletas de cada semifinal. Esses são os resultados:
| Posição | Atleta                     | Fase eliminatória | Fase eliminatória | Fase eliminatória | Fase semifinal | Fase semifinal | Fase semifinal | Final    |
| Posição | Atleta                     | Eliminatória      | Resultado         | Posição           | Semifinal      | Resultado      | Posição        | Final    |
| ------- | -------------------------- | ----------------- | ----------------- | ----------------- | -------------- | -------------- | -------------- | -------- |
|         | CHN Zhou Yang              | 6                 | 2m34s704          | 1                 | 3              | 2m33s566       | 1              | 2m31s658 |
|         | CHN Liu Qiuhong            | 1                 | 2m33s438          | 1                 | 2              | 2m30s625       | 1              | 2m31s821 |
|         | CHN Sun Linlin             | 5                 | 2m38s403          | 1                 | 3              | 2m33s600       | 2              | 2m32s201 |
| 4       | KOR Kim Hye Kyung          | 4                 | 2m48s831          | 1                 | 1              | 2m29s934       | 1              | 2m32s548 |
| 5       | KOR Yang Shin Young        | 3                 | 2m39s521          | 1                 | 2              | 2m30s685       | 2              | 2m32s825 |
| 6       | KOR Jung Ba Ra             | 2                 | 2m32s106          | 2                 | 1              | 2m30s033       | 2              | DSQ      |
| 7       | CHN Meng Xiaoxue           | 2                 | 2m32s020          | 1                 | 1              | 2m30s267       | 3              |          |
| 8       | KOR Choi Jung Won          | 6                 | 2m34s861          | 2                 | 3              | 2m33s882       | 3              |          |
| 9       | JPN Sakashita Yasuko       | 2                 | 2m32s301          | 3                 | 2              | 2m30s805       | 3              |          |
| 10      | RUS Potemkina Valeriya     | 3                 | 2m39s625          | 2                 | 2              | 2m31s397       | 4              |          |
| 11      | CAN M-Cs Marie-Andree      | 5                 | 2m38s512          | 2                 | 3              | 2m34s734       | 4              |          |
| 12      | CAN Plamondon Annik        | 6                 | 2m36s850          | 3                 | 1              | 2m31s811       | 4              |          |
| 13      | CAN Avrith Nita            | 1                 | 2m33s801          | 2                 | 2              | 2m31s416       | 5              |          |
| 14      | RUS Lia Stepanova          | 4                 | 2m49s529          | 2                 | 1              | 2m35s712       | 5              |          |
| 15      | JPN Oguchi Eri             | 5                 | 2m38s968          | 3                 | 3              | 2m37s872       | 5              |          |
| 16      | JPN Watanabe Yui           | 3                 | 2m41s061          | 3                 | 1              | 2m35s877       | 6              |          |
| 17      | BLR Talayeva Volha         | 1                 | 2m37s331          | 3                 | 3              | 2m40s558       | 6              |          |
| 18      | POL Bella Aida             | 4                 | 2m50s476          | 3                 | 2              | 2m38s587       | 6              |          |
| 19      | CAN Gabrielle Waddell      | 2                 | 2m33s487          | 4                 |                |                |                |          |
| 20      | RUS Ekaterina Belova       | 6                 | 2m36s889          | 4                 |                |                |                |          |
| 21      | POL Anna Romanowicz        | 3                 | 2m41s524          | 4                 |                |                |                |          |
| 22      | RUS Ilsiyar Sharafutdinova | 5                 | 2m42s132          | 4                 |                |                |                |          |
| 23      | TPE Yang Szu-Han           | 1                 | 2m42s484          | 4                 |                |                |                |          |
| 24      | SVK Renata Karabova        | 4                 | 2m50s537          | 4                 |                |                |                |          |
| 25      | POL Karolina Regucka       | 2                 | 2m34s970          | 5                 |                |                |                |          |
| 26      | JPN Sayuri Shimizu         | 6                 | 2m39s268          | 5                 |                |                |                |          |
| 27      | GBR A Lex Whelbourne       | 3                 | 2m41s530          | 5                 |                |                |                |          |
| 28      | SLO Tjasa Kroflic          | 1                 | 2m42s513          | 5                 |                |                |                |          |
| 29      | KAZ Yelizaveta Sigulenko   | 5                 | 2m48s845          | 5                 |                |                |                |          |
| 30      | GBR Gemma Cooper           | 4                 | 2m50s719          | 5                 |                |                |                |          |
| 32      | GBR Charlotte Gilmartin    | 2                 | 2m40s838          | 6                 |                |                |                |          |
| 33      | BLR Vera Antanenka         | 3                 | 2m41s613          | 6                 |                |                |                |          |
| 34      | GBR Rebecca Collett        | 1                 | 2m44s365          | 6                 |                |                |                |          |
| 35      | KAZ Galina Dudko           | 4                 | 2m54s842          | 6                 |                |                |                |          |
| 36      | TPE Chang Yu-Tzu           | 5                 | 3m10s575          | 6                 |                |                |                |          |

### Equipe 3.000m
Na fase semifinal, classificaram-se as duas primeiras equipes de cada semifinal. Esses são os resultados:
| Posição | Atleta                                                                             | Fase semifinal | Fase semifinal | Fase semifinal | Final |
| Posição | Atleta                                                                             | Semifinal      | Resultado      | Posição        | Final |
| ------- | ---------------------------------------------------------------------------------- | -------------- | -------------- | -------------- | ----- |
|         | CHN China Li Jianrou Zhou Yang Sun Linlin Liu Qiuhong                              | 2              | 4m19s636       | 1              | Q     |
|         | JPN Japão Yasuko Sakashita Sayuri Shimizu Yukari Koyama Yui Watanabe               | 1              | 4m31s217       | 1              | Q     |
|         | KOR Coreia do Sul Shin Young Yang Ba Ra Jung Hye Kyung Kim Ha Kyung Lee            | 2              | 4m22s360       | 2              | Q     |
|         | CAN Canadá Valerie Lambert Annik Plamondon Nita Avrith Waddell Gabrielle           | 1              | 4m34s040       | 2              | Q     |
|         | RUS Rússia Ekaterina Belova Olga Maskaikina Valeriya Potemkina Lia Stepanova       | 2              | 4m24s557       | 3              |       |
|         | GBR Grã-Bretanha Charlotte Gilmartin A Lex Whelbourne Gemma Cooper Rebecca Collett | 1              | 4m41s511       | 3              |       |
|         | POL Polônia Patrycja Maliszewska Karolina Regucka Anna Romanowicz Aida Bella       | 2              | 4m31s988       | 4              |       |

Legenda
| Recorde mundial        | Recorde mundial (World record)               |                       | Recorde africano                      | Recorde africano (African) |                                           | Q | Classificado por posição (Qualified) |
| Recorde da Universíada | Recorde da Universíada (Universiade record)  | Recorde da América    | Recorde da América (Americas)         | q                          | Classificado por melhor tempo (Qualified) |   |                                      |
| Melhor marca do ano    | Melhor marca do ano (World leading)          | Recorde asiático      | Recorde asiático (Asian)              | DNS                        | Não largou (Did not start)                |   |                                      |
| Recorde nacional       | Recorde nacional (National record)           | Recorde europeu       | Recorde europeu (European)            | DNF                        | Não terminou (Did not finish)             |   |                                      |
| Recorde pessoal        | Recorde pessoal do atleta (Personal best)    | Recorde da Oceania    | Recorde da Oceania (Oceania)          | DSQ / DQ                   | Desclassificado (Disqualified)            |   |                                      |
| Recorde da temporada   | Recorde da temporada do atleta (Season best) | Recorde sul-americano | Recorde sul-americano (South America) | NM                         | Sem marca (No mark)                       |   |                                      |